# Buday György
Buday György (Kolozsvár, 1907. április 7. – Coulsdon, Anglia, 1990. június 12.) magyar grafikus, fametsző, könyvművész, díszlettervező. Buday Árpád régész fia.

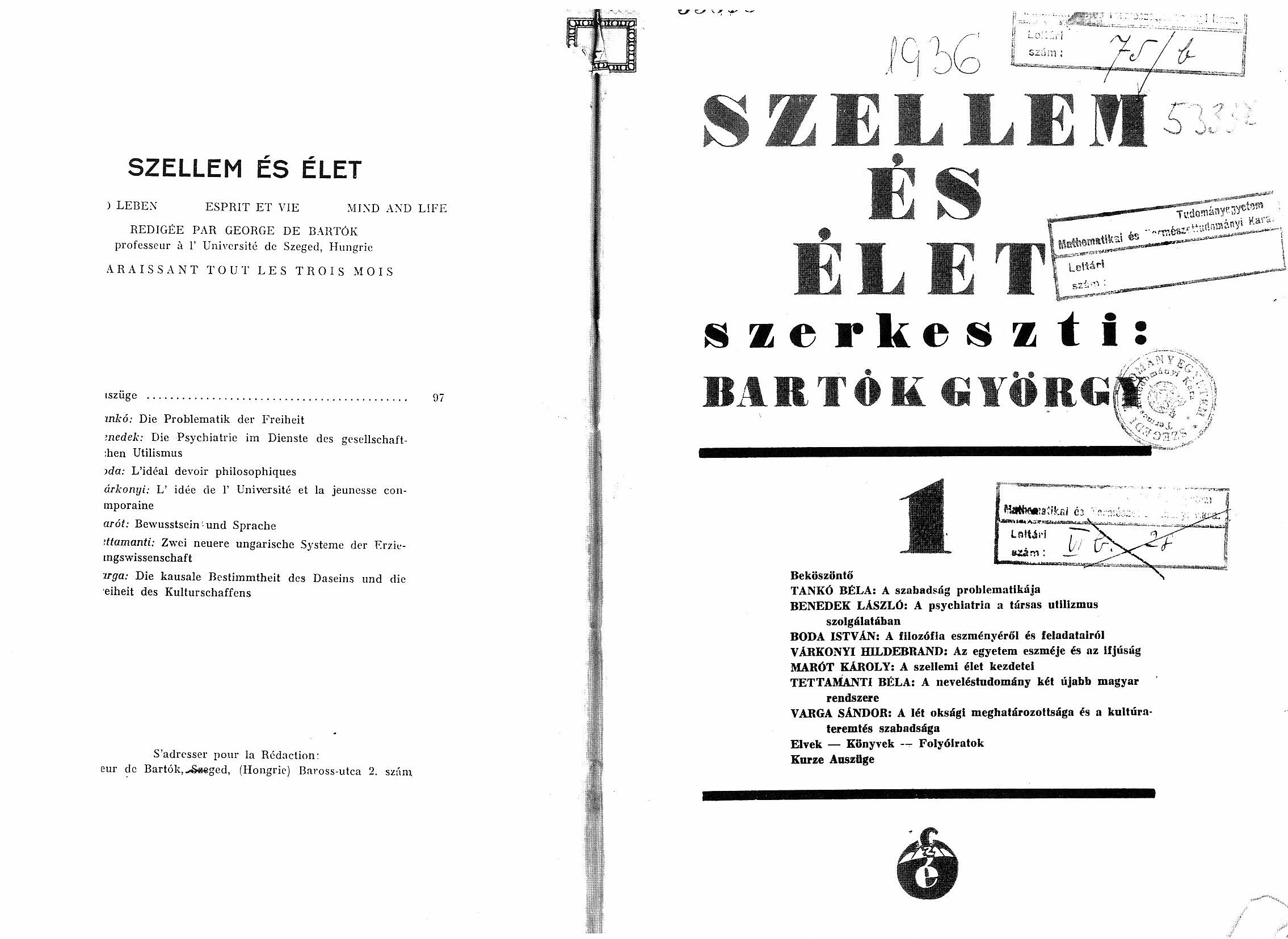
A Szellem és Élet c. egyetemi tudományos orgánum borítékcímét Buday György tervezte

A rajzolni tudást, a fametszés tudományát hozta Erdélyből, s hatott rá a német expresszionizmus, Der Blaue Reiter művészcsoport, Vaszilij Kandinszkij és Mattis Teutsch János művészete, mindezen hatások és a magyar mesék, legendák, balladák motívumainak metamorfózisaként alakult ki egyedi művészete, amely nemcsak a közép-európai régióban, hanem a nyugati világban is népszerűvé vált.

## Életpályája

### Kolozsvári évek
Apja Buday Árpád (1879-1937) régész, 1924-től a Régiségtudományi Intézet vezető professzora a szegedi egyetemen. Édesanyja Hilf Margit (1883-1976) – művészi érzékenységét és érdeklődését tőle örökölte.
Grafikus adottságai már kolozsvári diákéveiben megmutatkoztak. Kolozsvári rajztanárai, akik édesapja által vezetett múzeumban dolgoztak – Deák István, Manz Albert, Daday Gerő, Menczner Lajos – munkái hatottak művészetére. Menczer Lajosnak a múzeum tetején volt műterme, ott kezdte inaséveit vásznak preparálásával, paletták és ecsetek tisztogatásával. Manz Albert dolgozószobáján, Daday Gerő műtermén kívül volt egy asztalos műhely is. Itt tanult meg gyalulni, fűrészelni, itt ismerte meg a különféle fák tulajdonságát, természetét és rendeltetését. "Az, amit az asztalos műhelyben tanultam, mindazzal együtt, amit a műtermekben sikerült elsajátítanom, nagy segítségemre volt, amikor – évek múltán – valódi hivatásomat felösmerve, fametsző lettem". Buday György 1917-től református gimnáziumban tanult, s itt kapcsolódott be először az diákközéletbe. Társaival közösen Haladjunk! címmel lapot indított. A gimnázium igazgatója Kovács Dezső hamar fölismeri tanítványa tehetségét, s 1924-ben, mielőtt a Buday család elhagyni kényszerült Kolozsvárt, az iskola három termében kiállítást rendezett az ifjú művész munkáiból.

### Szegedi évek
1924-ben Szegedre költöztek, ahol Buday Árpád egyetemi tanszéket kapott, fia pedig gimnáziumi tanulmányai befejezése után 1926-1933 között a szegedi egyetemen jogot tanult. 1927-ben megjelentek az első szegedi tollrajz-illusztrációi. 1930-ban vette kezdetét fametszői munkássága. Számos cikkében, egyetemi és egyéb előadásában elemzi, fejtegeti, hogy a betűszedést megelőző fametszet-könyv, a táblakönyv, majd a fametszetű illusztráció, mely magasnyomással sokszorosítható – csakúgy, mint a könyv maga – a társadalom széles rétegeihez juthat el egy és ugyanazon időben, tolmácsolhatja alkotója mondanivalóját.
1931-ben megszületett a Boldogasszony búcsúja, első olyan fametszetsorozata, melyre országszerte és külföldön is felfigyelt a kritika. „De hogy a sorozatból könyv lett azt egy nyomdász barátomnak Klein Sándornak, a Délmagyarország Nyomda akkori munkavezetőjének köszönhettem.“ — írja visszaemlékezésében Buday György. Buday György kiadóként a Szegedi Fiatalok Művészeti Kollégiuma nevet választotta, ugyanis Szegeden már együtt volt az az írói, művészi, fiatalokból álló kutatói csoport, mely vállalta is ezt a nevet, akik eszmei és politikai magatartással is egyike volt e korszak legjelentősebb fiatal értelmiségi mozgalmainak. A következő években több száz fametszetet alkotott, főként népi szövegeket, népballadákat, betyárnótákat, népmeséket szólaltatott meg fadúcain, és többek között Arany János, Tamási Áron, Radnóti Miklós írásait illusztrálta.
A szegedi egyetemisták Bethlen Gábor Körének vezetője (1927-32), tanyakutatásra, a magyar szegényparasztság életének megismerésére csoportos tanulmányutakat szervez. A Szegedi Fiatalok Művészeti Kollégiumának egyik megalapítója, 1932 és 1938 között elnöke volt, ahol Hont Ferenc vezetésével a modern dráma és színház kérdéseivel is foglalkozott. 1931 és 1933 között a Szegedi Nemzeti Színház több előadásának és a Szegedi Szabadtéri Játékokon 1933-ban bemutatott Az ember tragédiája című előadás díszleteit tervezte. Közben 1933-ban doktorált. 1936-ban ösztöndíjasként dolgozik a Római Magyar Akadémián, majd 1937-ben angliai állami ösztöndíjat nyert. Angliai ösztöndíja után azonban Londonban telepedett le.

### Királyi fametsző
Buday György Angliába érkezésével új korszak kezdődött a művész grafikai alkotó tevékenységének történetében. Művészetének karaktere és mondanivalója is módosult, bár az eredeti gyökereit sohasem veszítette el. Neve már ismerősen csengett a szigetországban. Az 1937-ben készített Mauriac, Jézus élete című könyvének illusztrációival nagy sikert aratott. 1938-ban, az angol királyi fametsző társaság kültagja, majd később rendes tagjává vált. Ezután, mint a „Királyi fametsző” cím viselője, rendszeresen részt vett a társaság grafikai tárlatain. 1941-ben készült el híres Britannia 1940-41 című fametszete, mely Anglia fasizmus elleni küzdelmének egyik jelképe lett.

### Emigrációban
Politikai nézetei miatt 1941-ben a Bárdossy-kormány megfosztotta állampolgárságától. Több évi távollét után 1947-ben hazalátogat, előadásokat tart, közben megbízzák a Londoni Magyar Intézet létrehozásával. A Rákosi-kormány 1949-ben kémkedés és hazaárulás vádjával koncepciós pert készített elő Buday György ellen. Barátai tanácsára azonnal visszautazott Londonba – ezután már sohasem tért haza. Itthon másodszor is megfosztották állampolgárságától. 1949-ben lemond a Magyar Intézeti tisztségéről, közéleti tevékenységét abbahagyva, csak művészi munkájának szentelte minden idejét. Az 1956-os forradalom és szabadságharc eseményeinek hatására lelkileg-idegileg összeomlott és szanatóriumba vonult, ahol műtermet rendeztek be számára.
Utolsó éveit a külvilágtól teljesen elzárkózva, távol szülőföldjétől, dupla emigráció miatt megtörve, magányosan töltötte. Hagyatéka egy része az Országos Széchényi Könyvtárba került feldolgozásra. A művész magyarországi műveinek dúcait a szegedi Móra Ferenc Múzeum művészettörténeti gyűjteménye őrzi.
Angliában készült munkáinak levonatait, dúcait angol múzeumok őrzik.

## Művei (válogatás)
- Székely naptár, Szeged, 1929
- Boldogasszony búcsúja, Szeged, 1930
- Ádám bukása, Szeged, 1930
- Szegedi Kis Kalendáriumok, 1931-38
- Ortutay Gyula: Mondotta Vince András béreslegény, Máté János gazdalegény, 1933
- Karácsony Benő: Új élet kapujában, Kolozsvár, 1933
- Radnóti Miklós: Újhold, 1935
- Balladaillusztrációik, Book of Ballads, Gyoma, 1934
- Székely népballadák, Budapest, 1935
- Nyíri és rétközi parasztmesék, Gyoma, 1935)
- Színpadképeket, díszlettervek Madách Imre: Az ember tragédiája szegedi, Dóm téri szabadtéri előadásához
- Madách Imre: Az ember tragédiája, svéd kiadás, Malmö, 1935
- Tamási Áron: Ábel trilógia, Budapest, 1937
- François Mauriac: Jézus élete, Budapest, 1937
- William Shakespeare: Athéni Timon, The Limited Editions Club, 1940
- Britannia 1940-41, London, 1941
- Székely népballadák, Egyetemi Nyomda, Budapest, 1948. pp. 227
- Little Books (1943-56) magyar népmesék és angol, angliai kultúrtörténeti érdekességek
- The History of the Christmas Card, London, 1954
- II. Erzsébet részére koronázási értesítés metszetei, 1952
- Portrék klasszikus írókról a Penguin Classics sorozat köteteihez (1952-1978)
- Portré 25 magyar költőről és íróról (1970-1972)

## Díjak, Elismerések
- 1931, 1933, 1936: az év legszebb könyve cím
- 1937, Párizsi világkiállítás nagydíja
- 1938, Zichy Mihály grafikai díj
- 1941, Királyi Művészeti Akadémia (London) tagjává választják
- 1990, Szeged város díszpolgára

## Írásai (válogatás)
- A szegedi tanya problémái, Szeged, 1930
- Az agrár settlement mozgalom útja, Nyugat, 1933. I. 34.
- Életemről, Művészetemről, Ortutay Gyula előszavával, Magyar Helikon, 1970
- Újabb jegyzetek Kis Miklósról, a "Janson"-betűk megalkotójáról, Magyar Könyvszemle, 1976

## Kiállításai

### Egyéni kiállítások (válogatás)
- 1924 Farkas utcai református kollégium, Kolozsvár
- 1947 Vigadó, Budapest (gyűjteményes)
- 1967 Móra Ferenc Múzeum, Szeged
- 1980 Medici Gallery, London
- 1981 Korunk Galéria, Kolozsvár állandó kiállítása
- 1982 Fekete ház, Szeged
- 1995 Kassák Lajos Emlékmúzeum, Budapest (gyűjteményes)
- 2007 Petőfi Irodalmi Múzeum, Budapest (Buday György emlékkiállítás születésének centenáriuma alkalmából)

### Csoportos kiállítások (válogatás)
- 1932 Goethe centenáriumi kiállítás, Lipcse
- 1934 Grafikai kiállítás, Iparművészeti Múzeum, Budapest
- 1936 Nemzetközi Fametszet Kiállítás, Varsó
- 1937 Magyar grafikai tárlat, Victoria and Albert Museum, London
- 1982 Tisztelet a szülőföldnek. Külföldön élő magyar származású művészek II. kiállítása, Műcsarnok, Budapest